# Portret Eugeniusza Kaczmarskiego
Portret Eugeniusza Kaczmarskiego – obraz olejny na płótnie autorstwa Stefana Norblina z ok. 1932 roku. Własność Muzeum Ziemi Kujawskiej i Dobrzyńskiej we Włocławku.

## Charakterystyka i historia
Dzieło przedstawia mężczyznę ubranego w płaszcz, siedzącego na tle ściany pokrytej obrazami. Portretowanym jest Eugeniusz Kaczmarski (1882-1952), włocławski notariusz i jeden z największych tutejszych kolekcjonerów sztuki okresu międzywojennego.
Obraz jest eksponowany w ramach wystawy stałej Galeria Portretu Polskiego w gmachu głównym MZKiD we Włocławku, otwartej w 2009 roku. Ekspozycja ma na celu ukazanie w układzie chronologicznym przemian stylistycznych, jakie zachodziły w malarstwie portretowym od pocz. XIX wieku do dwudziestolecia międzywojennego. Ponadto prezentuje dzieła lokalnych malarzy omawianego okresu, jak i sylwetki ówczesnych mieszkańców Włocławka. Do ostatniej grupy należy zaliczyć Portret Eugeniusza Kaczmarskiego.